# Kościół Najświętszego Serca Pana Jezusa w Czerwionce-Leszczynach
Kościół Najświętszego Serca Pana Jezusa – rzymskokatolicki kościół parafialny należący do dekanatu Dębieńsko archidiecezji katowickiej. Znajduje się w Czerwionce, dzielnicy miasta Czerwionka-Leszczyny.
Parafia została erygowana w 1925 roku, natomiast świątynia została zaadaptowana w latach 1926-1928 z domu robotniczego kopalni "Dubensko". Dom robotniczy został przekazany w 1926 roku władzom kościelnym przez koncern Zjednoczone Huty "Królewska" i "Laura", właściciela kopalni. W 1978 roku została podjęta decyzja o przebudowie prezbiterium. Projekt został opracowany przez Józefa Kołodziejczyka z Chorzowa. Kościół powstał jako świątynia tymczasowa, dlatego od 2010 roku jest budowany nowy obiekt sakralny według projektu architekta Grzegorza Tkacza.